# Offanengo
Offanengo – miejscowość i gmina we Włoszech, w regionie Lombardia, w prowincji Cremona.
Według danych na rok 2004 gminę zamieszkiwało 5510 osób, 459,2 os./km².